# 스미스 & 웨슨 모델 60
스미스 & 웨슨 모델 60은 스미스 & 웨슨사의 38구경 리볼버 권총이다. 대한민국 경찰의 공식 권총은 스미스 & 웨슨 모델 10이었다가 모델 60으로 바뀌었다. 9 mm 구경탄의 하나인 38 스페셜탄을 사용한다.
스미스 & 웨슨 모델 10은 표준형이 4인치 총열 모델인데, 비장전시 무게가 907 g이나 된다. 모델 60은 훨씬 가볍다. 모델 10은 6발 장전인데 비해, 모델 60은 5발 장전이라서, 장전시에는 더욱 가볍다.

## 같이 보기
- 스미스 & 웨슨 모델 10
- 타우루스 모델 85 - 싱가포르 경찰 사용, 무게 400 g 미만